# Земното минало
„Земното минало“ (на китайски: 地球往事) е трилогия в жанра научна фантастика на китайския писател Лиу Цъсин.
Книгите в трилогията са:
1. „Трите тела“ (на китайски: 三体), 2006 г.
2. „Тъмна гора“ (на китайски: 黑暗森林), 2008 г.
3. „Безсмъртната смърт“ (на китайски: 死神永生), 2010 г.

Лиу Цъсин е първият писател от Азия носител на наградата „Хюго“ за 2015 г. – за „Трите тела“ и наградата „Локус“ за 2017 г. – за „Безсмъртната смърт“.

## В България
На български език трилогията е преведена от китайски език от Стефан Русинов и издадена от ИК „Колибри“.